# Centro histórico de Varsovia
El centro histórico de Varsovia (Stare Miasto, "Starówka") es el barrio más antiguo de la ciudad. Está limitado por Wybrzeże Gdańskie, a lo largo del Vístula, y por las calles Grodzka, Mostowa y Podwale. Es uno de los atractivos turísticos más importantes de Varsovia.
El corazón del barrio es la Plaza del Mercado, con sus restaurantes, cafés y tiendas tradicionales. Las calles aledañas son una muestra de arquitectura medieval, con las murallas, la barbacana y la Catedral de San Juan. En el casco antiguo de Varsovia también se pueden encontrar monumentos como el Castillo Real, la Columna del Rey Segismundo, el Monumento a la Sirena de Varsovia y numerosas iglesias históricas.
Completamente destruido a raíz del Alzamiento de Varsovia en 1944, el centro histórico fue reconstruido con total fidelidad gracias a un importante esfuerzo de movilización nacional. En 1980 fue declarado Patrimonio de la Humanidad por la Unesco como «ejemplo único de reconstrucción prácticamente total del conjunto de un patrimonio arquitectónico histórico de los siglos XIII a XX».

## Historia
Varsovia fue fundada en el siglo XIII. Inicialmente rodeada por una muralla de tierra, antes de 1339 fue fortificada con muros de ladrillo. Originalmente, la ciudad creció alrededor del palacio de los duques de Mazovia, que posteriormente se convirtió en el Palacio Real de Varsovia.
La Plaza del Mercado (Rynek Starego Miasta) fue construida a finales del siglo XIII o principios del siglo XIV en el camino que unía el palacio con la Ciudad Nueva, al norte. Hasta 1817, el principal edificio de la plaza era el Ayuntamiento, construido antes de 1429. En 1701, la plaza fue remodelada por el arquitecto neerlandés Tylman van Gameren, y en 1817 el Ayuntamiento fue demolido. Desde el siglo XIX, los cuatro lados de la Plaza del Mercado llevan los nombres de cuatro polacos notables que habitaron en los lados respectivos: Ignacy Wyssogota Zakrzewski (sur), Hugo Kołłątaj (oeste), Jan Dekert (norte) y Franciszek Barss (este). 
En el siglo XIX, debido al rápido crecimiento de la ciudad, la Ciudad Vieja perdió su importancia como centro administrativo y comercial. El centro histórico comenzó a degradarse y se convirtió en hogar de las clases más pobres. No fue hasta la independencia de Polonia, tras la Primera Guerra Mundial, que las autoridades locales comenzaron a ocuparse de nuevo de este distrito.

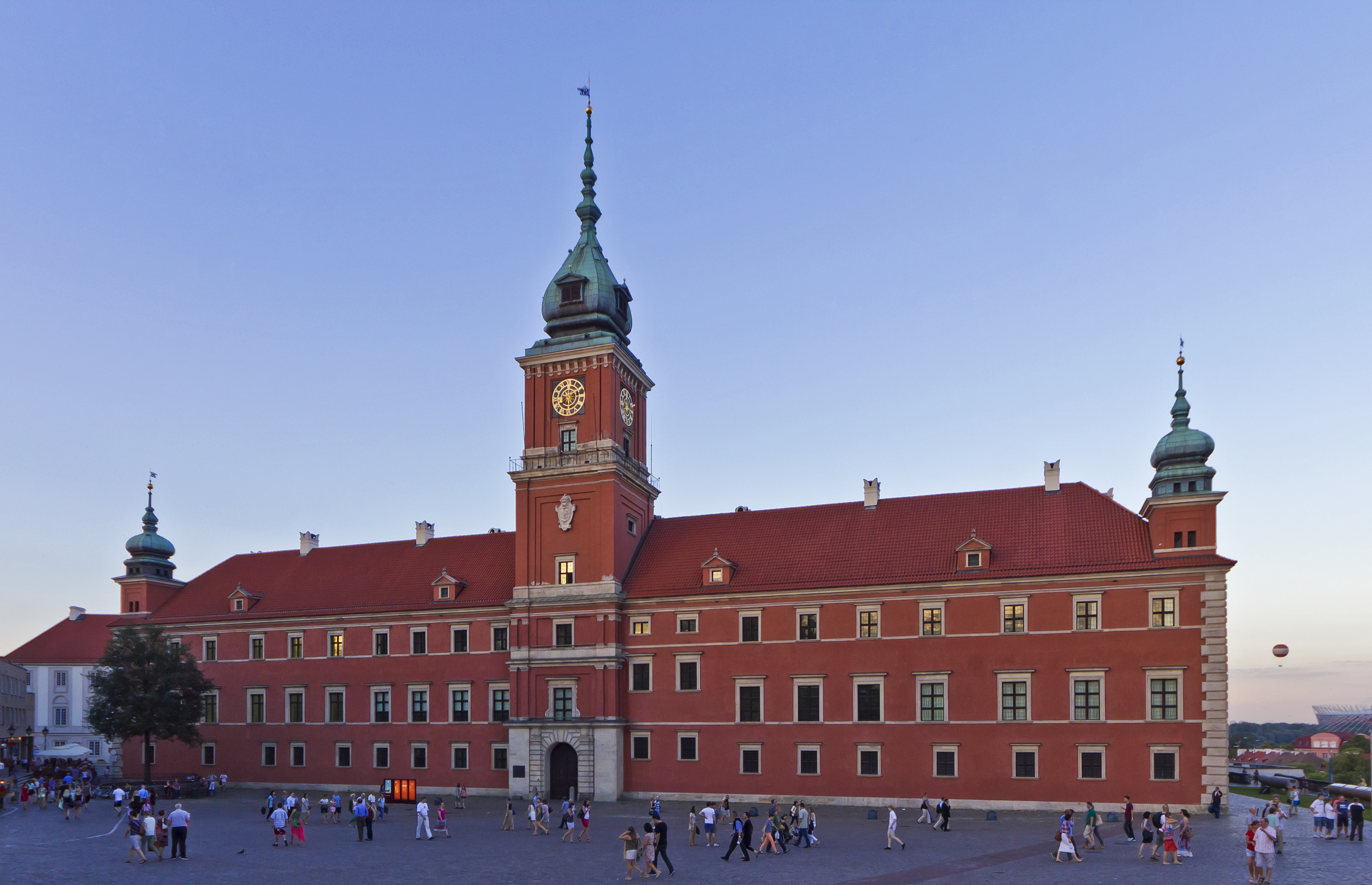
Palacio Real.

En 1918, el Palacio Real volvió a ser sede de la más alta autoridad de Polonia, ahora del Presidente de la República y su cancillería.
A finales de los años 1930, siendo alcalde Stefan Starzyński, se comenzó la restauración de la Ciudad Vieja, restauración que se vio interrumpida por la Segunda Guerra Mundial.
Durante la Invasión alemana de Polonia de 1939, gran parte del barrio fue destruida por la Luftwaffe alemana, en una campaña de terror que tomaba como blancos las áreas residenciales y los monumentos históricos. Tras el asedio de Varsovia de 1939, se comenzó la reconstrucción, pero inmediatamente después del Alzamiento de Varsovia (de agosto a octubre de 1944), lo que quedaba en pie fue destruido sistemáticamente por el ejército alemán. La estatua llamada "el pequeño insurgente" (Mały Powstaniec), erigida en las murallas medievales, conmemora el alzamiento.
Tras la guerra, la Ciudad Vieja fue reconstruida meticulosamente por los polacos. Se reutilizaron los materiales originales siempre que fue posible; ladrillos y elementos decorativos, rescatados de los escombros, se insertaron en sus lugares originales. Las detalladas pinturas vedutistas de Bernardo Bellotto (siglo XVIII), así como los dibujos de estudiantes de arquitectura del período de entreguerras, fueron fundamentales para la reconstrucción.

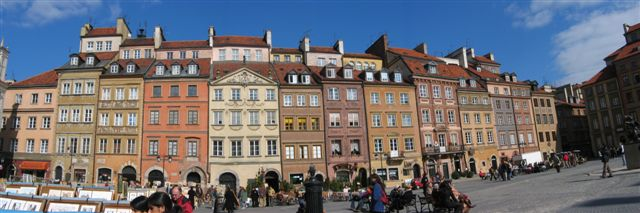
Plaza del Mercado (Rynek Starego Miasta).